# Chiesa dell'Annunciazione della Beata Vergine Maria (Calvene)
La chiesa dell'Annunciazione della Beata Vergine Maria è la parrocchiale di Calvene, in provincia di Vicenza e diocesi di Padova; fa parte del vicariato di Thiene.

## Storia
Secondo la tradizione, l'originaria chiesa di Calvene fu consacrata nel I secolo dal protovescovo di Padova san Prosdocimo.
Tuttavia, la prima citazione che ne certifica l'esistenza si ritrova in un atto di donazione alle monache benedettine da parte del vescovo Bucardo; la chiesa è poi menzionata nuovamente nel 1297, anno in cui risultava titolare di due chiericati.
Nel Quattrocento dalla pieve di Calvene dipendevano le cappelle di San Giovanni Battista di Lugo  e di San Pietro in località Mare.
La chiesa venne riedificata nel 1522; era dotata del campanile e a breve distanza da essa sorgeva il camposanto.
Distrutta da una piena del torrente Chiavone il 31 luglio 1850, la parrocchiale fu ricostruita in stile neoclassico e poi consacrata nel 1920.

## Descrizione

### Esterno

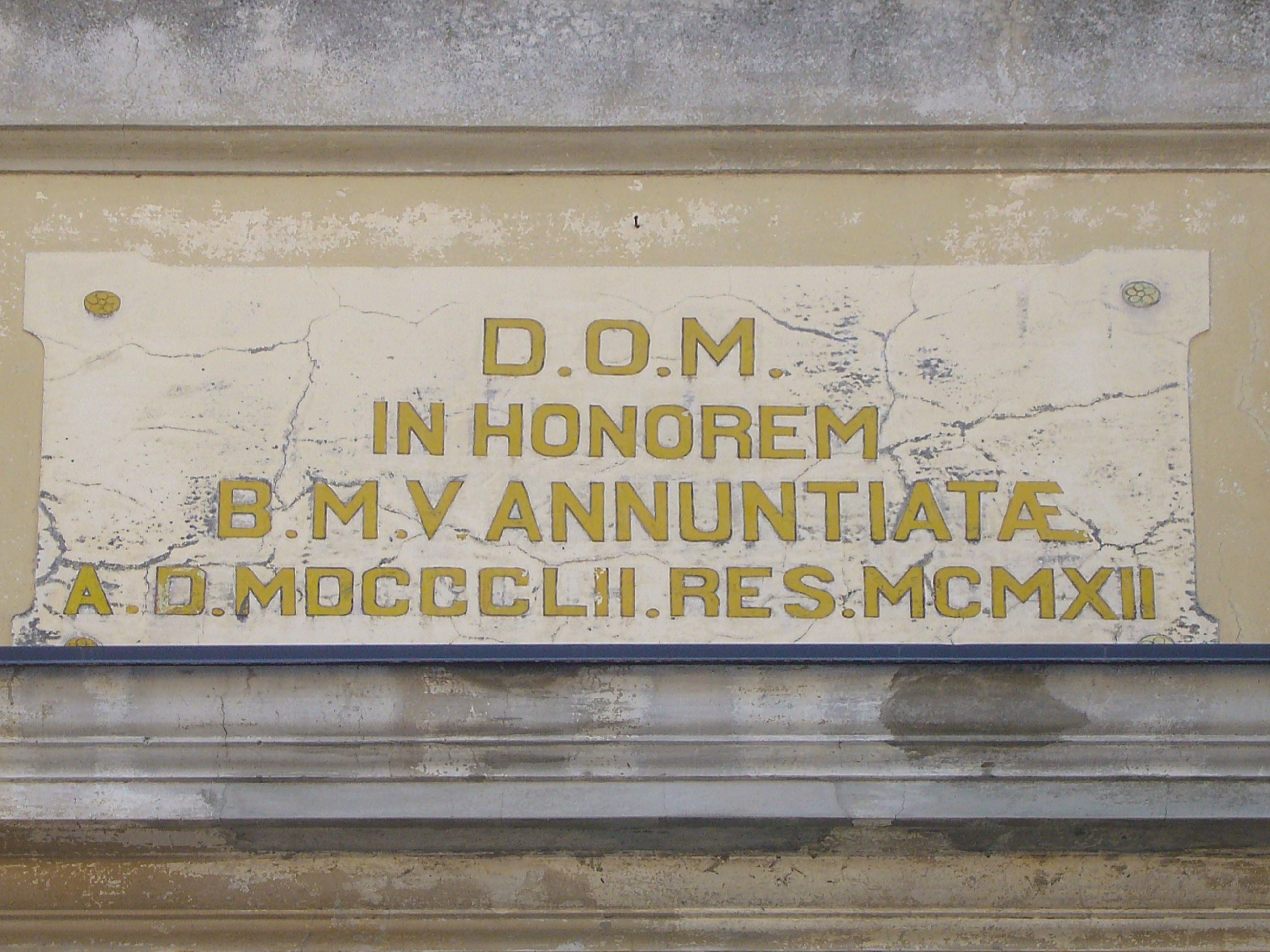
L'iscrizione dedicatoria posta sopra il portale

La neoclassica facciata a capanna della chiesa, rivolta a nordovest, è suddivisa da una cornice in due ordini; quello inferiore presenta il portale d'ingresso, affiancato da due semicolonne tuscaniche sorreggenti l'architrave, e due nicchie ospitanti alternate statue, mentre quello superiore, coronato dal timpano triangolare dentellato, è caratterizzato da un riquadro centrale e da due tondi laterali nei quali sono raffigurate delle scene sacre.
A pochi metri dalla parrocchiale si erge su un alto basamento a scarpa il campanile a pianta quadrata alto circa 55 metri costruito tra il 1863 ed il 1866 senza cuspide. La cella presenta su ogni lato una monofora a tutto sesto protetta da balaustra ed è coronata dalla guglia aggiunta nel 1908 a base ottagonale con tegole in rame e ossatura in legno di larice, poggiante sul tamburo anch'esso a base ottagonale.

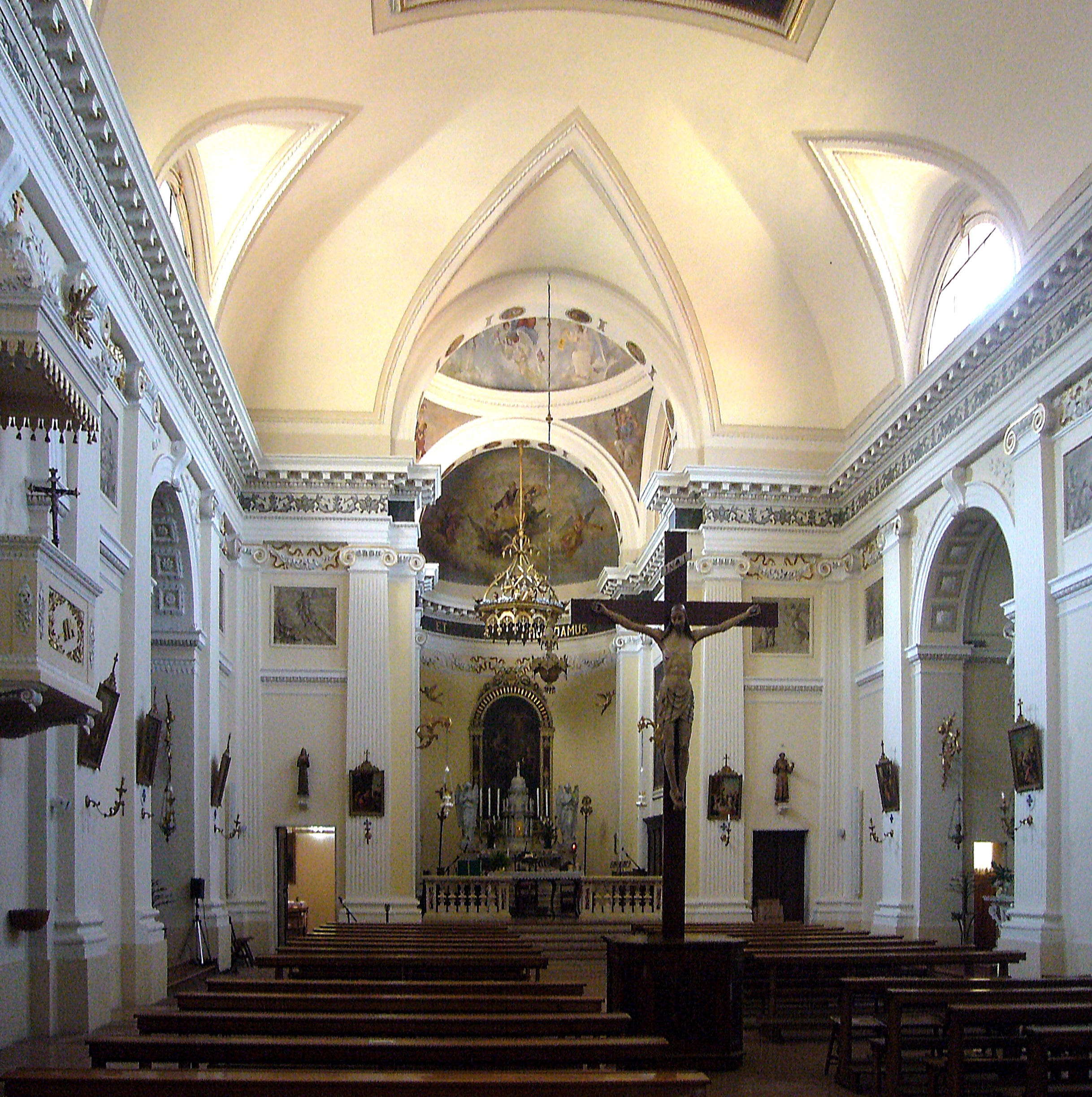
L'interno

### Interno
L'interno dell'edificio si compone di un'unica navata, sulla quale si affacciano le cappelle laterali e le cui pareti sono scandite da lesene d'ordine ionico sorreggenti la trabeazione aggettante, sopra la quale si imposta la volta a botte; al termine dell'aula si sviluppa il presbiterio, rialzato di alcuni gradini, delimitato da balaustre e chiuso dall'abside semicircolare.
Qui sono conservate diverse opere di pregio, tra le quali il Crocifisso ligneo, intagliato nel XV secolo probabilmente da Alessandro Maganza, la tela di scuola veneta con soggetto la Cena in Emmaus, risalente al Seicento, e la pala dell'Annunciazione, dipinta nel XVI-XVII secolo.